# Toyota Venza
Der Toyota Venza ist ein Pkw-Modell des japanischen Automobilherstellers Toyota, das als Crossover-SUV die Eigenschaften eines Kombis und eines Vans mit denen eines Sport Utility Vehicles verbindet.

## Erste Generation

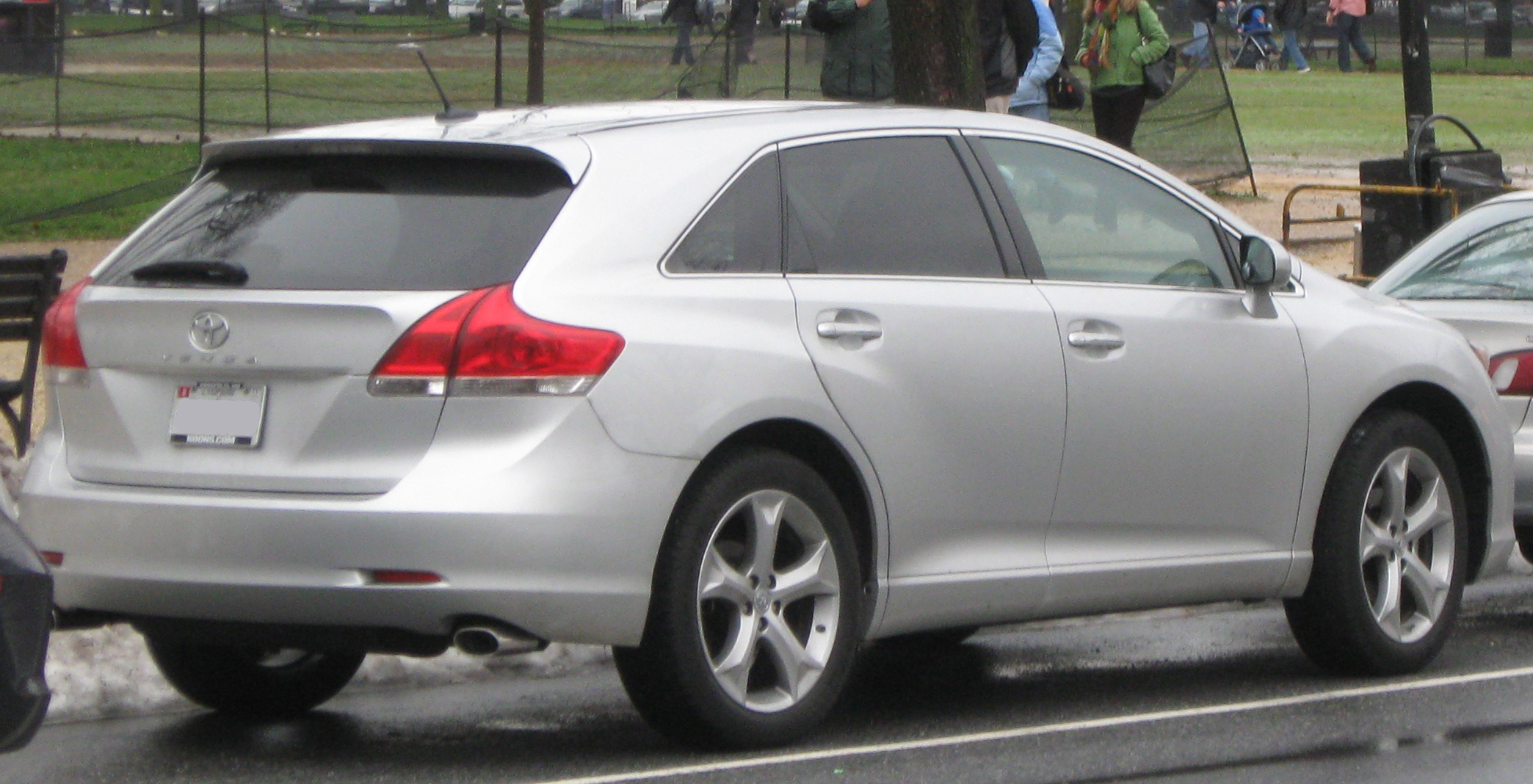
Heckansicht

Nachdem der Venza der ersten Generation in und für die USA entwickelt und designt wurde, wurde er ab November 2008 im Werk der Toyota Motor Manufacturing Kentucky in Georgetown (Kentucky) gebaut. Im amerikanischen Modellprogramm positioniert sich der Wagen zwischen dem Toyota Camry und dem Toyota Highlander. Vergleichbare Modelle sind die dritte Generation des Lexus RX, die den gleichen 3,5-l-V6-Motor nutzt oder der Nissan Murano der zweiten Generation. Ab April 2013 wurde er mit einem 2,7-l-Motor auch in Russland angeboten.

### Design
Optisch orientiert sich das 2008 auf der NAIAS vorgestellte Serienmodell am 2005 ebenfalls in Detroit präsentierten Konzeptfahrzeug Toyota FT-SX. Auffällig sind die ausgestellten Radhäuser, die breite D-Säule und das schräg abfallende Heck mit Doppelendrohren.

### Ausstattung
Serienmäßig ist der Toyota Venza mit neigungsverstellbaren Rücksitzen, einer Zweizonen-Klimaautomatik, einem Multifunktionslenkrad mit Tempomat und einem Radio mit CD-Wechsler ausgestattet. Zur Sicherheitsausstattung gehören sieben Airbags inklusive Knieairbag für den Fahrer, ABS, ein Bremsassistent und EBD sowie VSC, eine Traktionskontrolle und aktive Kopfstützen auf den Vordersitzen. Besonderheiten der gegen Aufpreis erhältlichen Sonderausstattung sind ein DVD-Navigationssystem mit Sprachsteuerung, eine Bluetooth-Freisprecheinrichtung, ein Smart Key System, eine Rückfahrkamera oder ein DVD-Entertainment-System für die Rücksitze sowie ein Panoramaglasdach.

### Technik
Der auf dem Toyota Camry basierende Venza wird sowohl mit Front- als auch mit Allradantrieb angeboten und verfügt in allen Versionen über ein Sechsstufen-Automatikgetriebe. Bei den beiden Ottomotoren mit VVT-i handelt es sich einerseits um einen neuen 2,7-Liter-Reihenvierzylinder mit 16 Ventilen und 136 kW (185 PS) und andererseits um einen 3,5-Liter-V6-Motor mit 24 Ventilen. Letzterer leistet 200 kW (272 PS) und hat ein maximales Drehmoment von 334 Nm bei 4300 min−1.
|                                               | 2.7L                                                                | 3.5L V6                                                 |
| Bauzeitraum:                                  | 2008–2017                                                           | 2008–2017                                               |
| Motortyp:                                     | Vierzylinder-Ottomotor in Reihenbauart mit Benzindirekteinspritzung | Sechszylinder-Ottomotor V6 mit Benzindirekteinspritzung |
| Hubraum:                                      | 2672 cm³                                                            | 3456 cm³                                                |
| max. Leistung bei min−1:                      | 136 kW (185 PS)/5800                                                | 200 kW (272 PS)/6200                                    |
| max. Drehmoment bei min−1:                    | 247 Nm/4200                                                         | 334 Nm/4700                                             |
| Getriebe, serienmäßig:                        | 6-Stufen-Automatikgetriebe                                          | 6-Stufen-Automatikgetriebe                              |
| Höchstgeschwindigkeit:                        | 180 km/h                                                            | 180 km/h                                                |
| Beschleunigung 0–100 km/h:                    | 9,9–10,5 s                                                          | 9,1 s                                                   |
| Kraftstoffverbrauch (kombiniert, auf 100 km): | 9,6 l Super (24,5 mpg (US))                                         | 10,7 l Super (22 mpg (US))                              |
| CO2-Emission, kombiniert:                     | 223 g/km                                                            | 248 g/km                                                |

## Zweite Generation

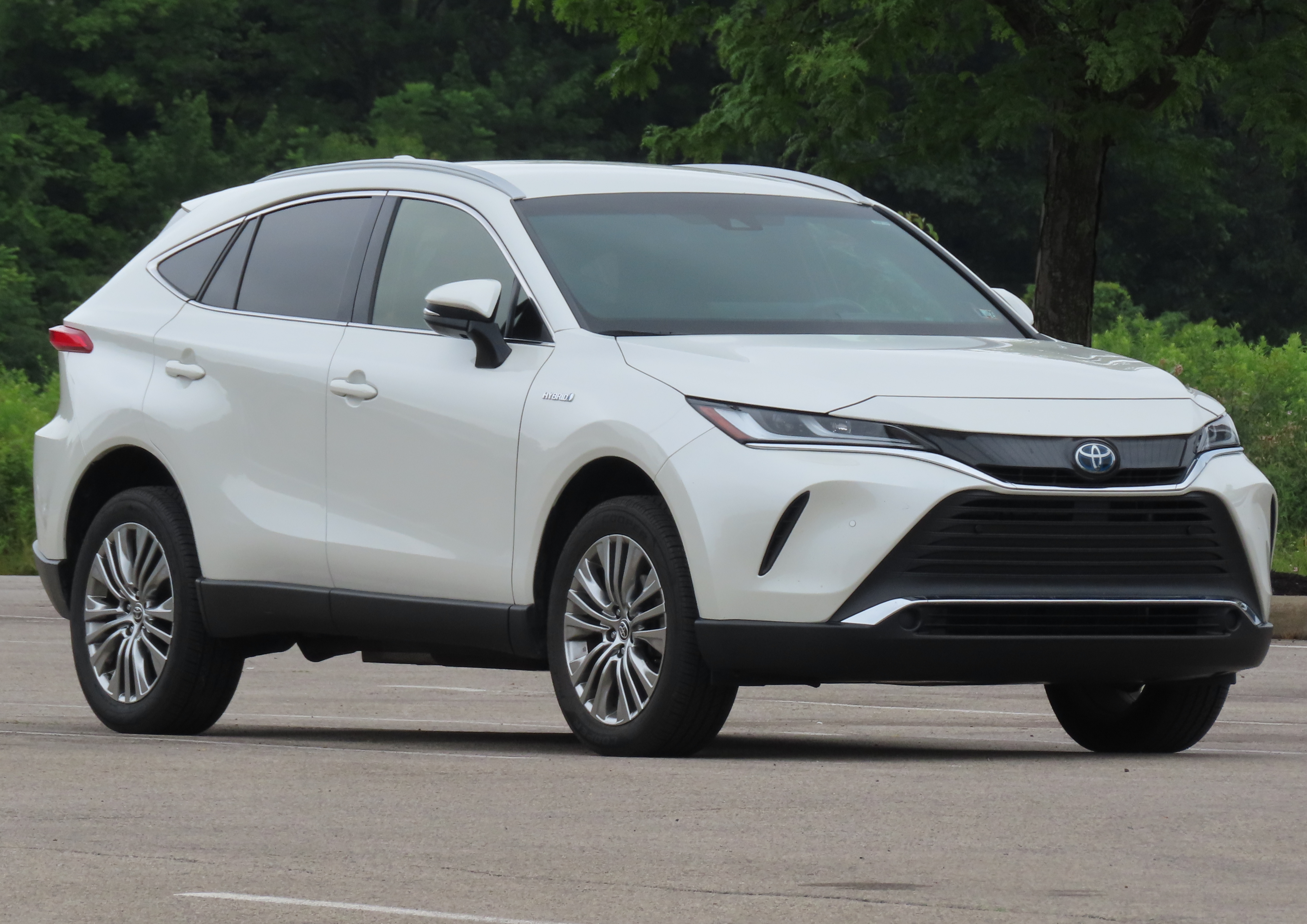
Toyota Venza

Einen neuen Venza präsentierte Toyota im Mai 2020. Er ist nahezu baugleich zur in Asien angebotenen vierten Generation des Toyota Harrier.